# Belošići
Belošići is een plaats in de gemeente Ozalj in de Kroatische provincie Karlovac. De plaats telt 43 inwoners (2001).